# Karlsborg, Bohuslän

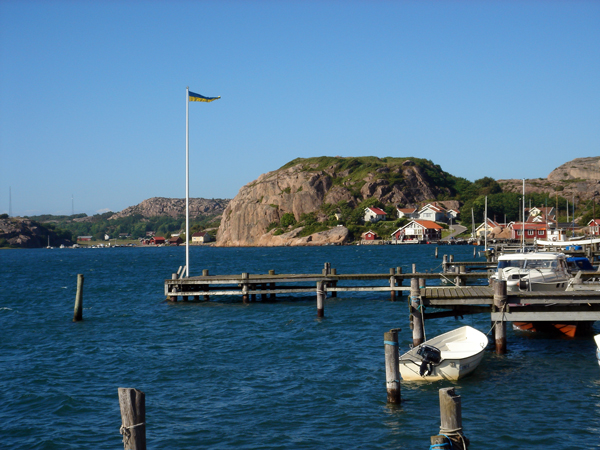
I mitten av bilden Slottsberget, på vars topp Karlsborg var belägen.

Karlsborg,  eller Hornborgs slott, är ett tidigare fäste, en borg, i Kville socken i Bohuslän. Borgen ligger söder om orten Hamburgsund i Tanums kommun, på en klippa ovanför det lilla samhället Slottet.
Under 1900-talets början antogs att Karlsborg låg vid gården Röe i Bro socken, Stångenäs härad, utmed Åbyfjorden, Röe borg. Det var arkeologen Wilhelm Berg som hade identifierat detta fäste med en borgruin i Röe på Stångenäset på grund av lösfynd, som härrörde från 1400-talets mitt. Identifikationen skedde, innan Berg hade företagit grävningar i ruinen på Hornborg söder om Hamburgsund, vilken han på goda grunder ansåg vara det Karlsborg, som användes av Gustaf Vasas krigsfolk under dennes ockupation av Viken under 1520-talet.

## 1400-talet
Borgen anlades 1455 av riksmarsken Tord Karlsson (Bonde). Borgen uppkallades efter kusinen till Tord Karlsson (Bonde), Karl Knutsson (Bonde), som var svensk kung då borgen uppfördes. Anledningen till Tord Karlssons (Bondes) inmarsch i Bohuslän var att säkra Sveriges tillgång till Västerhavet, då danskarnas aktiviteter hotade att spärra Sveriges ut- och infärdsel via Göta älv. Inmarschen säkrade tre svenska stödjepunkter i Bohuslän, däribland Karlsborg.
Kung Karl Knutsson (Bonde) hade efter byggandet av Karlsborg skrivit ett brev till England och inbjudit engelska handelsmän att komma till Slottsfjorden, som finns nedanför Karlsborg och där bedriva handel med svenskarna. Men redan vid pingsttiden 1456 mördades marsken på borgen, medan han sov, av sin danskfödde underbefälhavare Jöns Bosson. Efter mordet flydde Jöns Bosson till Danmark. Mordet användes i propagandan mot danskarna:
Som Judas förrådde vår herre Krist,

så förrådde Jöns Bosson marsken förvisst;

ack finge något av Judæ lön,

och fore han värre, det vore vår bön.

(Ur Visan om Tord Bondes mord. )

## 1500-talet
I samband med oredan kring den danske kungen Kristian II:s fall lät Gustav Vasa år 1523 inta norra Bohuslän (Viken). Svenska trupper besatte då Olsborg vid Södra Bullaresjön och Karlsborg. Arbetena med förstärkningarna av Karlsborg startade 1523 och fortgick till år 1527, då Gustav Vasa, på grund av den danske kungen Fredrik I:s föreställningar, befallde, att det skulle upphöra. Då Kristian II 1531 inbrutit i Viken, intog han borgen den 13 december och förstörde den i grunden.
Vintern 1569-1570 försökte Johan III att bemäktiga sig den klippa på vilken Karlsborg legat. Detta för att återuppbygga borgen för att därigenom få en motpant för Älvsborg, men företaget misslyckades. Därefter föll det forna Karlsborg alltmer i glömska, och slutligen visste man inte längre, var det varit beläget. Detta ändrades dock genom Wilhelm Bergs grävningar såväl vid Röe som vid Hornborg.

## Bilder

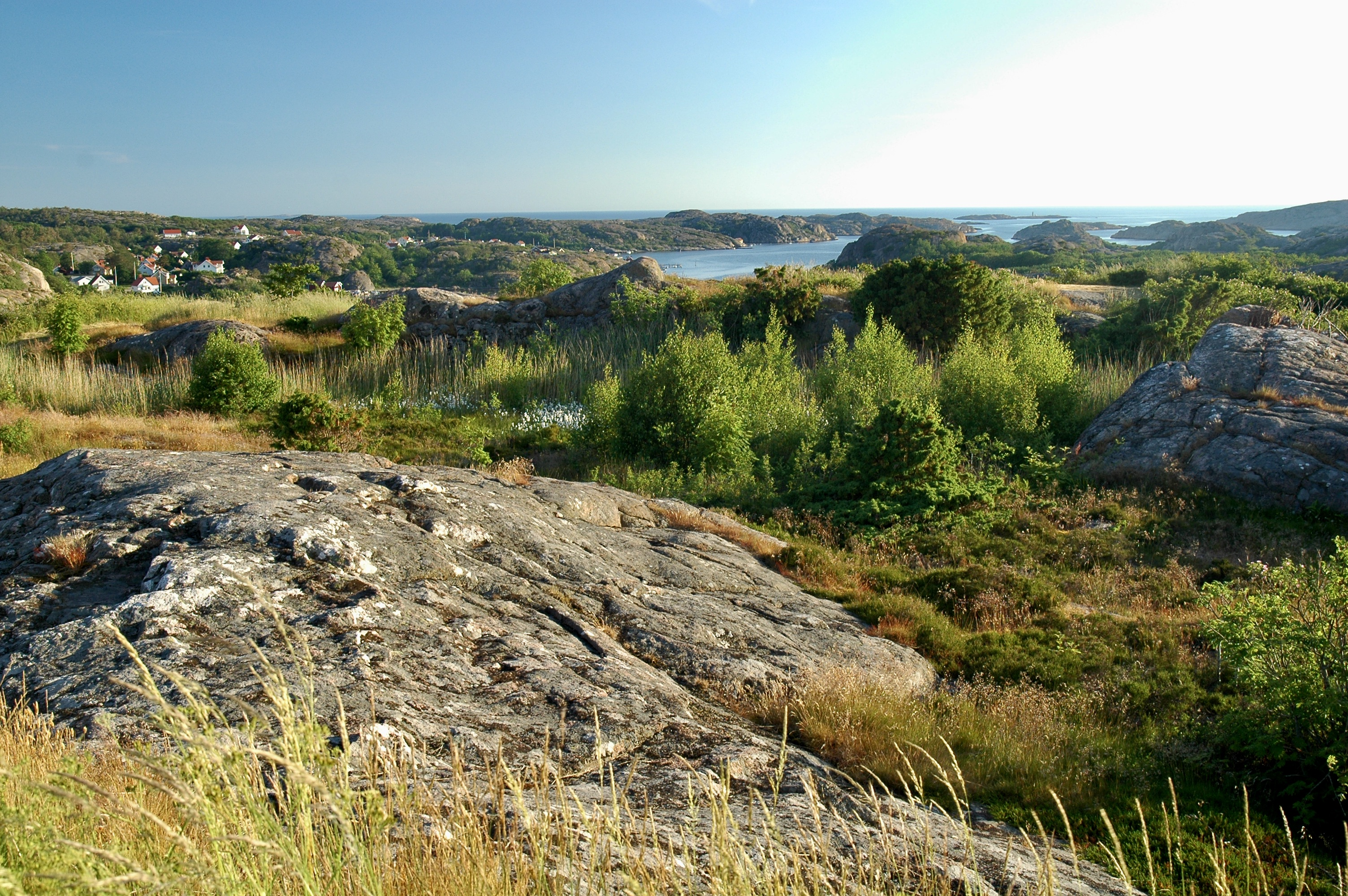
Krönplatån
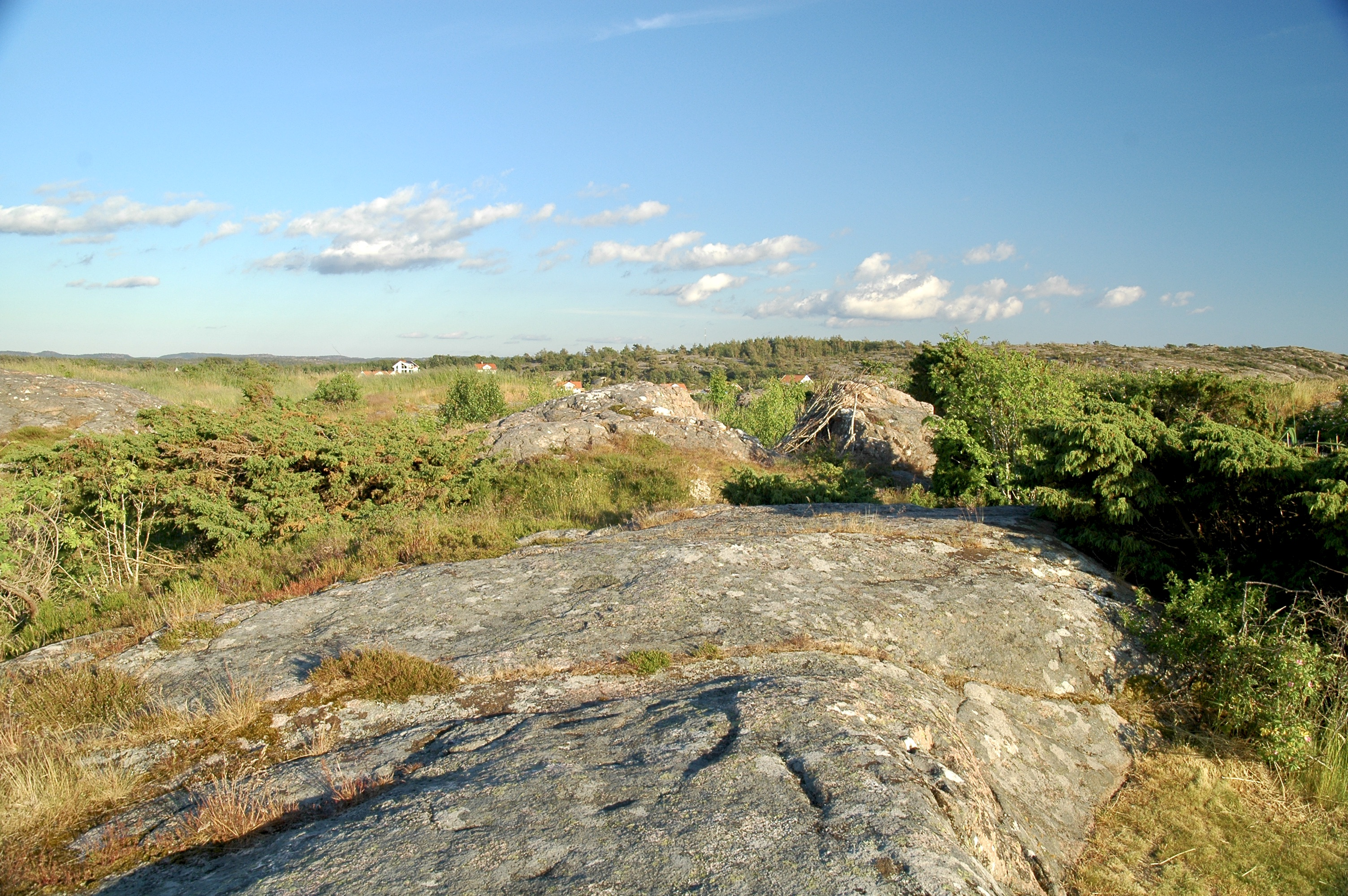
Krönplatån
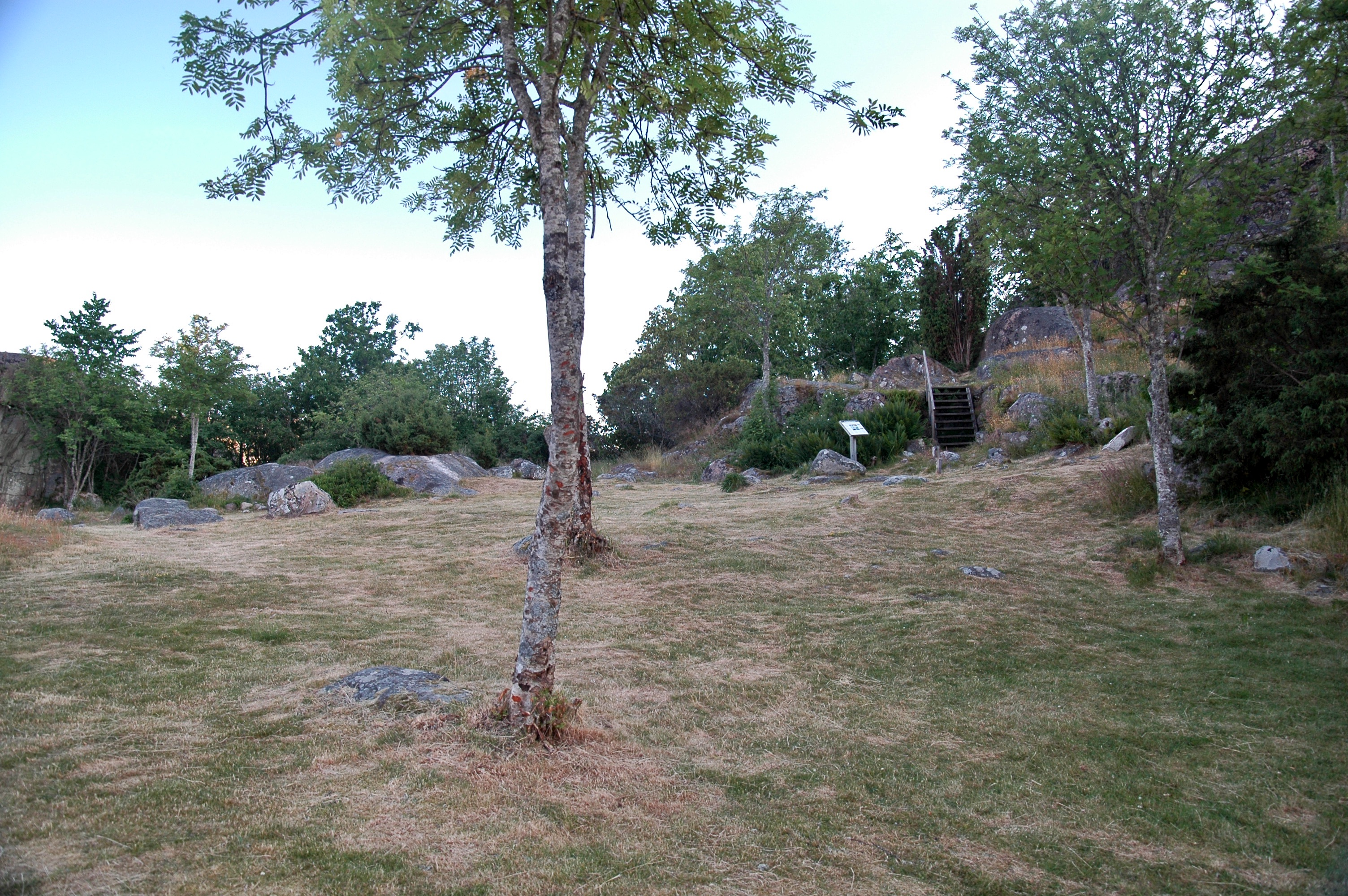
Gravfältet från järnåldern bredvid Hornborgen som tillhörde förmodligen en gård i närheten
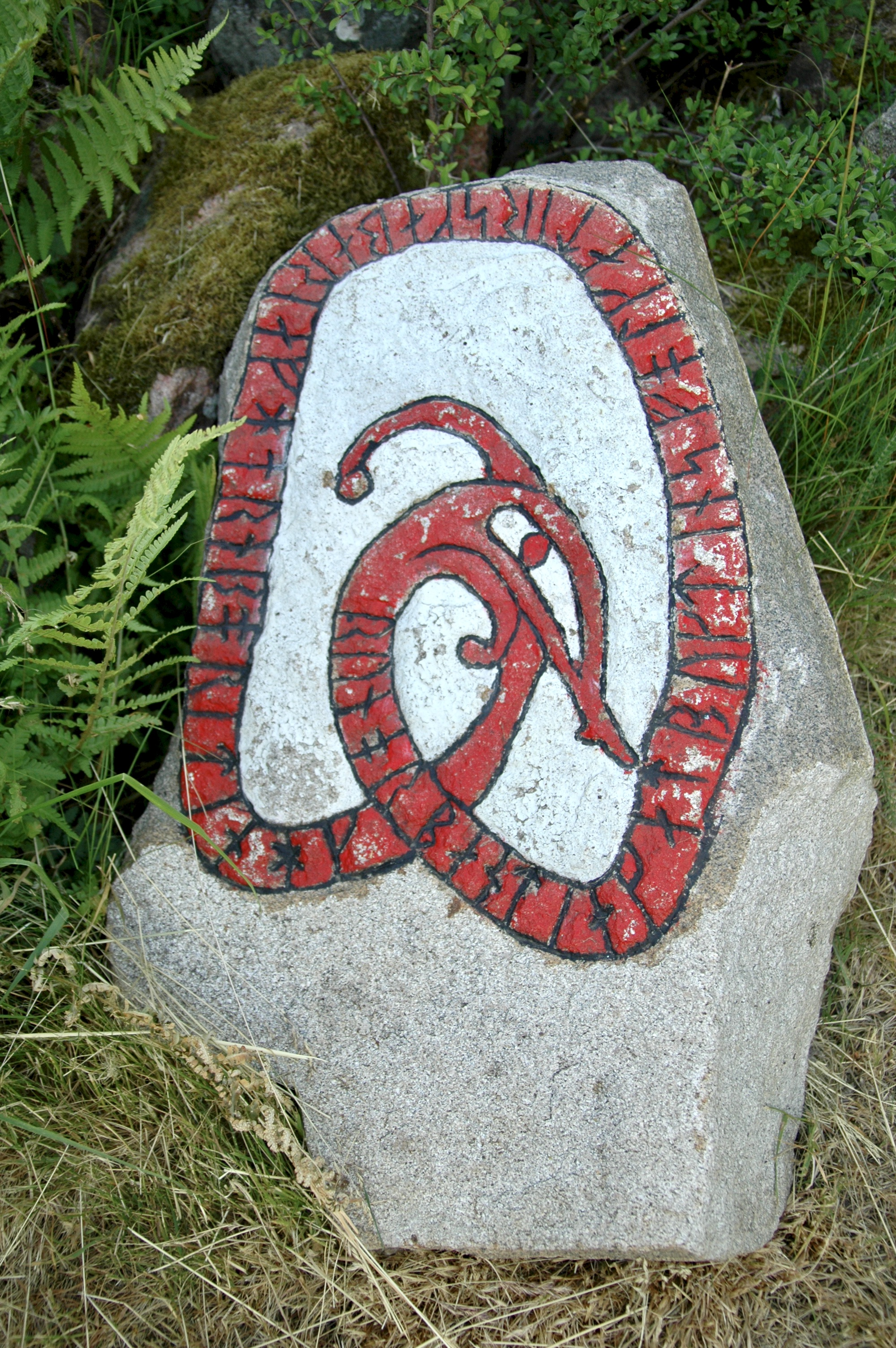
Runristningar på borgen
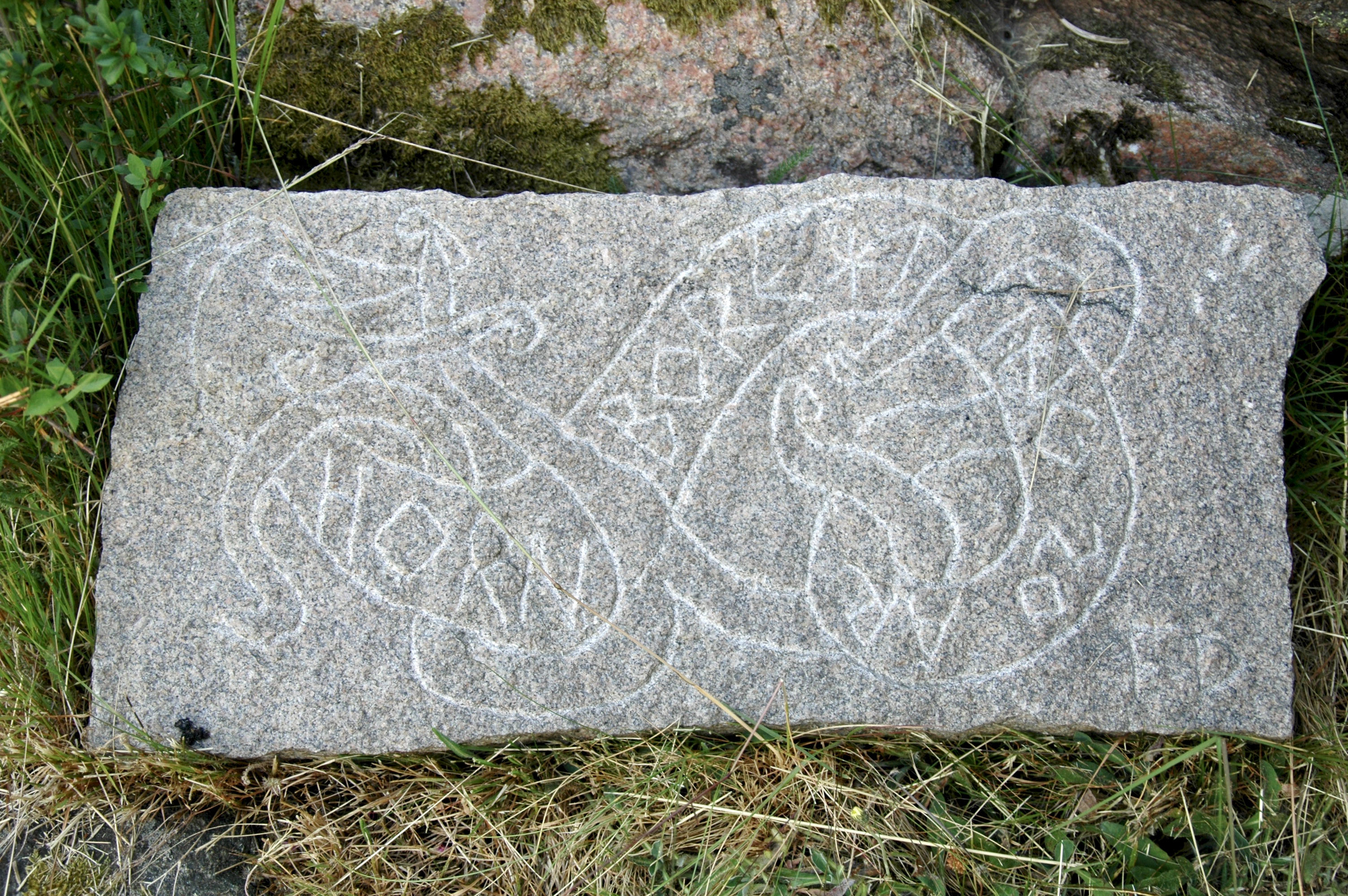